# Acacia sericophylla
Acacia sericophylla é uma espécie de leguminosa do gênero Acacia, pertencente à família Fabaceae.